# Stan Brakhage
Stan Brakhage (Kansas City, 14 gennaio 1933 – Victoria, 9 marzo 2003) è stato un regista statunitense, considerato uno dei maggiori e più influenti filmmakers sperimentali del XX secolo.

## Biografia
Brakhage nasce come Robert Sanders in un orfanotrofio di Kansas City, Missouri. Il 4 febbraio viene adottato da Ludwig e Clara Brakhage, che lo chiamano James Stanley Brakhage.
Dopo la separazione dei genitori, avvenuta all'età di sei anni, Stan e la madre si trasferiscono a Denver, Colorado. Da ragazzo cantava come piccolo soprano, esibendosi anche alla radio. Si iscrisse alla South High School di Denver, e la sua principale ambizione era quella di diventare poeta. A scuola vide l'Orfeo di Jean Cocteau, che lo aiutò a comprendere che fare film poteva essere considerata un'arte tanto quanto la poesia. Dopo la scuola, si iscrisse al Dartmouth College, che però abbandonò dopo soli due mesi a causa di un esaurimento nervoso. Tornò in Colorado a trovare il padre, il quale acconsentì a dargli i soldi destinati agli studi universitari per acquistare la sua prima cinepresa. Il suo primo film, Interim, è del 1952. In questo periodo Stan è stilisticamente influenzato soprattutto dagli scritti di Ejzenštejn, dai film di Jean Cocteau e dal neorealismo italiano. Stringerà amicizia con un altro regista underground, Kenneth Anger, che durerà per oltre vent'anni (poi interrotta a causa del comportamento dello stesso Anger).
Gradualmente, i suoi film si discostano sempre più dal racconto tradizionale (cruciale in tal senso è il suo primo film non sonoro, Wonder Ring, del 1955). Anticipation of the Night (1958) costituisce sicuramente la sua prima grande incursione nella “visione soggettiva”: le immagini dense di lirismo rappresentano lo sguardo in prima persona di un uomo che riusciamo a vedere solo come ombra.
Dopo alcuni periodi trascorsi a New York e a San Francisco, Brakhage sposa nel 1957 Jane Collom e si trasferisce a Princeton, New Jersey. Due anni dopo ritornano in Colorado, fra le montagne. La loro vita familiare, con i loro figli, costituisce il principale argomento di molti dei suoi film realizzati negli anni sessanta e settanta. A questi affianca film completamente astratti come lo studio sull'acqua di Song 22 (1966) e Text of Light (1974), realizzato filmando le rifrazioni luminose di un posacenere di cristallo.
La maggior parte dei suoi lavori sono in pellicola 8mm o 16mm e spesso egli ha dipinto la pellicola a mano o graffiato direttamente l'emulsione e, qualche volta, ha anche usato tecniche di collage. Per Mothlight (1963), ad esempio, ha incollato direttamente sulla pellicola ali di insetti, foglie e rametti.
In totale Brakhage ha realizzato quasi quattrocento film nell'arco di cinquant'anni circa di carriera. Tra i più importanti, oltre i già citati, ricordiamo: Window Water Baby Moving (1959), incentrato sulla nascita della prima figlia, 23rd Psalm Branch (1966-67), una meditazione sulla guerra con filmati dei luoghi in cui viveva in Colorado intervallati a immagini di repertorio della Seconda guerra mondiale, e Dog Star Man (1961-64), probabilmente il suo film più celebre.
Brakhage è stato anche un grande appassionato delle altre arti, profondamente influenzato dalla poesia di Gertrude Stein e Robert Duncan come anche da molti pittori e compositori di musica classica. Era anche molto appassionato di storia e un cinefilo che non disdegnava la visione dei prodotti hollywoodiani.
Importante ricordare che Brakhage ha scritto anche alcuni libri tra i quali ricordiamo Metaphors on Vision (1963) (pubblicato anche in Italia da Feltrinelli, ma da lungo tempo fuori catalogo) e Telling Time: Essays of a Visionary Filmmaker (2003), uscito postumo. Dal 1969 ha insegnato storia ed estetica del cinema presso l'Art Institute of Chicago e dal 1981 presso l'Università del Colorado.
Nel 2002 si trasferisce in Canada con la nuova moglie Marilyn, sposata nel 1989, e i due figli più giovani. Muore a Victoria, nella Columbia Britannica, per un cancro alla vescica probabilmente causato dalle tinte usate per colorare le pellicole.

## Filmografia parziale
- Interim (1952)
- Wonder Ring (1955)
- Anticipation of the Night (1958)
- Window Water Baby Moving (1959)
- Mothlight (1963)
- Dog Star Man (1964)
- Song 22 (1966)
- 23rd Psalm Branch (1967)
- The Act of Seeing with One's Own Eyes (1971)
- Text of Light (1974)
- Persian Series (1999-2001)

## Pubblicazioni
- Stan Brakhage, Metafore della visione e Manuale per riprendere e ridare i film, traduzione di Massimo Bacigalupo, Milano, Giangiacomo Feltrinelli Editore, 1970.